# 柴田泰
柴田 泰（しばた とおる、1936年5月15日 - 2012年2月15日）は、日本の仏教学者。札幌大谷大学初代学長。札幌大谷短期大学名誉教授。
北海道出身。1959年北海道大学文学部印度哲学科卒業。1964年北海道大学大学院文学研究科東洋哲学専攻単位取得満期退学。1964年北海道大学文学部助手。1972年札幌大谷短期大学一般教育助教授。1989年札幌大谷短期大学一般教育教授。2002年札幌大谷短期大学学長に就任。2006年札幌大谷大学初代学長に就任。2007年札幌大谷大学退職。札幌大谷短期大学名誉教授。
1977年に日本印度学仏教学会賞受賞。
岩見沢駒澤短期大学国文科兼任講師も1972年から1988年にかけて務めた。
2012年2月15日、肺癌のため死去。

## 著書
- 『仏教の東漸―東アジアの仏教思想〈1〉 (シリーズ・東アジア仏教)』（共著、春秋社、1997年）
- 『新仏教の興隆―東アジアの仏教思想〈2〉 (シリーズ・東アジア仏教)』（共著、春秋社、1997年）